# Jawbreaker
A Jawbreaker egy amerikai punk-rock/pop-punk/emo együttes. A zenekar 1986-tól kezdve egészen a mai napig aktív (bár egyszer már feloszlottak, 1996-ban). A zenekar csak 2017-ben állt újból össze. Tagok: Blake Schwarzenbach, Adam Pfahler és Chris Bauermeister.
New Yorkban jöttek létre, majd nem sokkal később áttették székhelyüket San Franciscóba, végül Los Angelesbe, és onnan irányítják az együttest. Karrierjük alatt négy nagylemezt jelentettek meg. Az együttes 2018-ban új dalokat kezdett szerezni.

## Diszkográfia
- Unfun (1990)
- Bivouac (1992)
- 24 Hour Revenge Therapy (1994)
- Dear You (1995)